# Rue Floriańska
La rue Floriańska (anciennement platea Sancti Floriani, également connue sous le nom de rue Saint-Florian) est une rue de la vieille-ville de Cracovie. Elle s’étend de l’angle nord-est de la place du Marché Principal à la porte Saint-Florian et mesure 335 m de long. Le nom vient de la porte Florian, qui ferme la perspective de la rue depuis le nord et mène à la basilique Saint-Florian. Cette rue fait partie de la Voie Royale de Cracovie.

## Histoire
La rue a été tracée sur le plan de localisation en 1257 et son nom n'a pas changé pendant plus de 700 ans, mais les maisons qui s'y trouvaient ont changé. Au départ, elles étaient gothiques, puis reconstruites dans le style d'autres époques : Renaissance, baroque, etc. Plus de 20 immeubles se distinguent par leur architecture. Lors des travaux de rénovation, des ouvriers rénovant l'intérieur des immeubles d'habitation ont découvert des portails murés, des plafonds polychromes et des sous-sols gothiques remplis de décombres. Les traitements de conservation restaurent l’apparence ancienne des anciens immeubles.
En 1330 la rue comportait déjà au moins 10 maisons, et à la fin du XVe siècle la plupart de ses bâtiments étaient déjà en brique. Au départ, le développement de la rue était principalement de nature résidentielle. Les maisons locales appartenaient généralement aux classes aisées de la bourgeoisie et de la noblesse. À partir de la fin du XVIIIe siècle, furent construits de nombreuses auberges et hôtels, restaurants et musées, remplaçant progressivement la fonction résidentielle traditionnelle. En 1882 une ligne de tramway à chevaux fut lancée, ensuite transformée (en 1901) en ligne électrique (existant jusqu'au 27 juin 1952).

## Quelques immeubles
N°1. Immeuble Pod Murzynami – autrefois également appelé « Pod Etiopy » car c'était le nom du bâtiment situé ici au début du XVIe siècle : une pharmacie. Le premier étage d'angle est soutenu par un mur du XVIe siècle. Un bas-relief représente deux hommes noirs. C'est cet immeuble que Konstanty Ildefons Gałczyński admirait dans son poème  « Le Cab enchanté »... Nous nous sommes arrêtés devant la maison "Sous les Nègres" (oh, je donnerais cher pour cette maison)... Après un incendie en 1821, l'immeuble fut reconstruit et un troisième étage relié à l'ensemble du bâtiment fut ajouté.
N° 2. Immeuble Margrabska – c'est un immeuble d'angle.
N° 3. Immeuble à Korlansowska – possède des polychromies de Michał Stachowicz de la seconde moitié du XVIIIe siècle. L'immeuble a été construit au XIVe siècle. En 1821 la maison a été surélevée d'un troisième étage et la façade a reçu une forme classique. Le portail maniériste est attribué à Jan Michałowicz d'Urzędów.
N° 4. Immeuble Pernusowska – d'origine médiéval, il doit son aspect actuel à la reconstruction du début du XXe siècle.
N° 5. Immeuble Wanzamowska – eut de nombreux propriétaires : Italiens, Allemands, Polonais. Même si l'immeuble a été reconstruit à plusieurs reprises, un portail en pierre de style gothique tardif a été conservé à l'entrée.
N° 6. Immeuble sous l’œil de la Providence – le nom vient de son emblème, il a été construit en 1836 à l'emplacement de celui qui s'est effondré au XVIIIe siècle.
N° 7. Immeuble sous la Vierge Marie – possède un emblème du début de la Renaissance, une salle et de nombreux cadres Renaissance, semblables à ceux du Wawel. Sur la façade, dans un renfoncement, à la hauteur du premier étage, se trouve une Madone Renaissance, d'où le nom de l'immeuble.
N° 8. Immeuble Dawidowska – au XVIe siècle son propriétaire était le marchand Dawid Rottermell. Il a été édifié au XVe siècle. Plus tard, il fut reconstruit à plusieurs reprises et acquiert son aspect actuel en 1908.
N° 9. Immeuble de Nagotowska – au XVIe siècle il appartenait à Adam Nagothy, l'auteur de la liste des armes de guilde conservées dans les tours individuelles de la ville, et son nom vient de son nom de famille. Son intérieur a été conservé jusqu'à nos jours, avec des plafonds peints Renaissance, des décors polychromes et des portails.
N° 10. Immeuble à Barszczowska – ses origines remontent au XIVe siècle. À partir de 1636 il appartenait à Wawrzyniec Barszcz, d'où son nom. Au premier étage de la façade se trouve une statue de saint Joseph.
N° 11. Immeuble "Sous l'Ange" – il y a un bas-relief d'un ange sur sa façade, et il est également agrémenté d'un attique. A l'intérieur se trouvent des plafonds à caissons gothiques et Renaissance, des portails, et de grandes caves. Dans cet immeuble en 1837 l'écrivain Michał Bałucki est né.
N° 12. Immeuble Cyrusowska – vient du XVIIe siècle. En 2009, il a été restauré.
N° 13. Immeuble Amendzińska – appartenait autrefois au locataire des mines d'argent d'Olkusz – Amandi. L'immeuble a un attique néoclassique, mais les plafonds intérieurs sont Renaissance. À l'intérieur se trouvent également une colonne Renaissance de 1508 et une cheminée gothique-Renaissance du XVIe siècle.
N° 14. Hôtel Pod Różą. Des personnalités célèbres ont vécu ici, entre autres : Franz Liszt, le tsar Alexandre Ier, le grand-duc Constantin Pavlovitch de Russie. L'entrée de l'hôtel est ornée d'un portail à colonnes en grès datant d'env. 1550 avec le dicton latin "STET DOMUS HAEC, DONES FLUCTUS FORMICA MARINOS EBIBET ET TOTUM TESTUDO PERAMBULET ORBEM", qui dit en polonais : "Que cette maison survive dans les années lointaines jusqu'à ce que la fourmi boive la mer et que la tortue voyage à travers le monde". Un mur du XIIIe siècle a été découvert dans les sous-sols gothiques de l'hôtel.
N° 15. Immeuble sous l'écureuil – ici se trouvait l'imprimerie Piotrkowczyk, qui commença à fonctionner en 1578 et survécut jusqu'en 1674, lorsqu'elle fut donnée à l'Académie de Cracovie pour être utilisée comme imprimerie académique. Rafał Józef Czerwiakowski, médecin et professeur d'université, vivait également dans cet immeuble. En 1989 une plaque a été placée sur la façade du bâtiment avec l'inscription : « Ici, Rafał Józef Czerwiakowski 1743-1816, le père de la chirurgie polonaise, a vécu et est mort ».
N° 17. Immeuble Molendowska – le premier propriétaire connu était Krzysztof Trecjusz, secrétaire royal (à la cour d'Étienne Batory) et président de la communauté calviniste. Au XVIe siècle, Mme Kotlicka exploitait un célèbre domaine viticole (et probablement une auberge) dans de belles caves gothiques. À la fin du XIXe siècle, Anastazy Froncz, célèbre marchand de Cracovie et passionné d'automobile, en devient propriétaire. L'immeuble lui doit son aspect moderne (les façades et le tympan de Floriańska) et de nombreux changements importants à l'intérieur.
N° 18. L'immeuble Westfalewicz – créé dans les années 1830 à la suite de la réunion de deux maisons médiévales. Au XIXe siècle la rédaction et l'imprimerie de la "Gazeta Krakowska" se trouvaient dans cet immeuble. Jusqu'en 2016, il hébergeait une galerie d'art contemporain,.
N° 21. Immeuble Pinkarusowska
N° 22. Immeuble sous le Barankiem – elle a été construite au XVe siècle et doit son aspect actuel à sa reconstruction en 1880.
N° 24. Immeuble Podedzwony – au-dessus de l'entrée il y a un emblème – trois cloches. En 1510 cet immeuble appartenait au fondeur Marcin Kannegiser et, plus tard, pendant de nombreuses années, des artisans, des fondeurs, des serruriers et des chaudronniers y ont vécu. Au début du XIXe siècle l'immeuble a changé de propriétaire par vente aux enchères.
N° 25. Immeuble sous Saint Tekla – construit au tournant des XIVe et XVe siècles, restauré en 1984-1989, abrite actuellement le Musée pharmaceutique du Collegium Medicum de l'université Jagellonne.
N° 26. L'immeuble possède (entre deux énormes contreforts) un portail à fronton triangulaire, unique à Cracovie, dans la partie supérieure.
N° 34. Wojciech Stattler - professeur à l'école de peinture de Cracovie, professeur de Jan Matejko, ami d'Adam Mickiewicz et Juliusz Słowacki - est né dans cet immeuble. Il abrite la Galerie d'Art Contemporain.
N° 37. Dans cet immeuble, Henryk Frist fonda le Salon des peintres polonais à la fin du XIXe siècle (en 1882  ou 1885 , ). Des tableaux y étaient vendus, ainsi que leurs reproductions sur les murs et sur des cartes postales. Le salon fut ensuite repris et dirigé par ses fils, Juliusz et Józef Frist, docteurs en droit.
N° 38.  L'immeuble Głowińska - abritant actuellement l'hôtel "Floryan".
N° 41. Maison de Jan Matejko - cet immeuble a été construit au XVIe siècle. En 1794 il devint la propriété de la famille Rossberg de Cracovie, dont était issue la mère de Jan Matejko, Joanna Karolina. Le peintre historique polonais Jan Matejko est né, a vécu, travaillé et est mort ici. Lorsqu'il devint propriétaire de cet immeuble, il le rénova en collaboration avec l'architecte Tomasz Pryliński en 1872. L'empereur François-Joseph rendit visite à Jan Matejko dans son atelier local. Après la mort de Matejko, les amis du maître ont acheté l'immeuble et l'ont transformé en musée des souvenirs de l'artiste. En 1904, il devint une succursale du Musée national de Cracovie.
N° 42. Immeuble Sous l'Aigle Blanc – actuellement, l'"Hôtel Polski" se trouve ici. Cet immeuble appartenait initialement à Maciej Kossowicz, qui le loua en 1825. Franciszek Staniszewski pour servir d'auberge. Staniszewski a rapidement acheté l'immeuble et l'a transformé en une auberge modèle. Dans cet immeuble, le 5 février 1879, Ludwik Waryński, fondateur du premier parti révolutionnaire polonais « Prolétariat », fut arrêté.
N° 45. Immeuble Bełzińska, où se trouve la confiserie Jama Michalika. Fondée par Jan Michalik, un confiseur de Lviv, elle est devenue dans les premières années du XXe siècle le siège du cabaret artistique "Zielony Balonik".

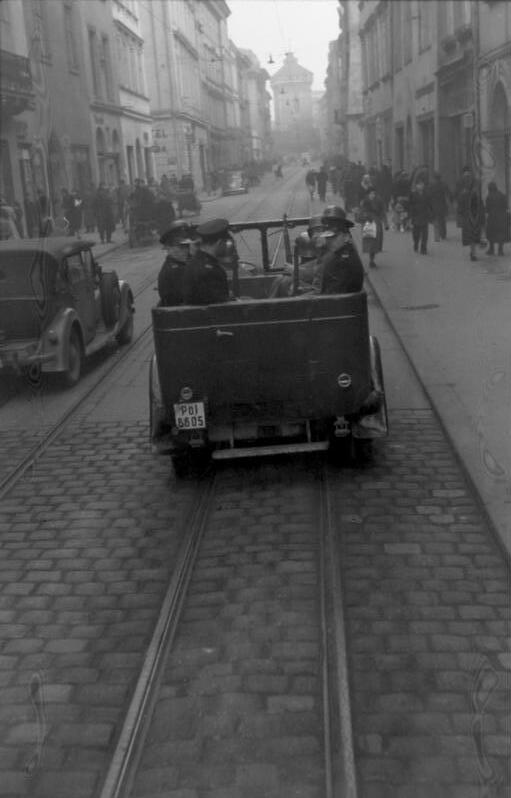
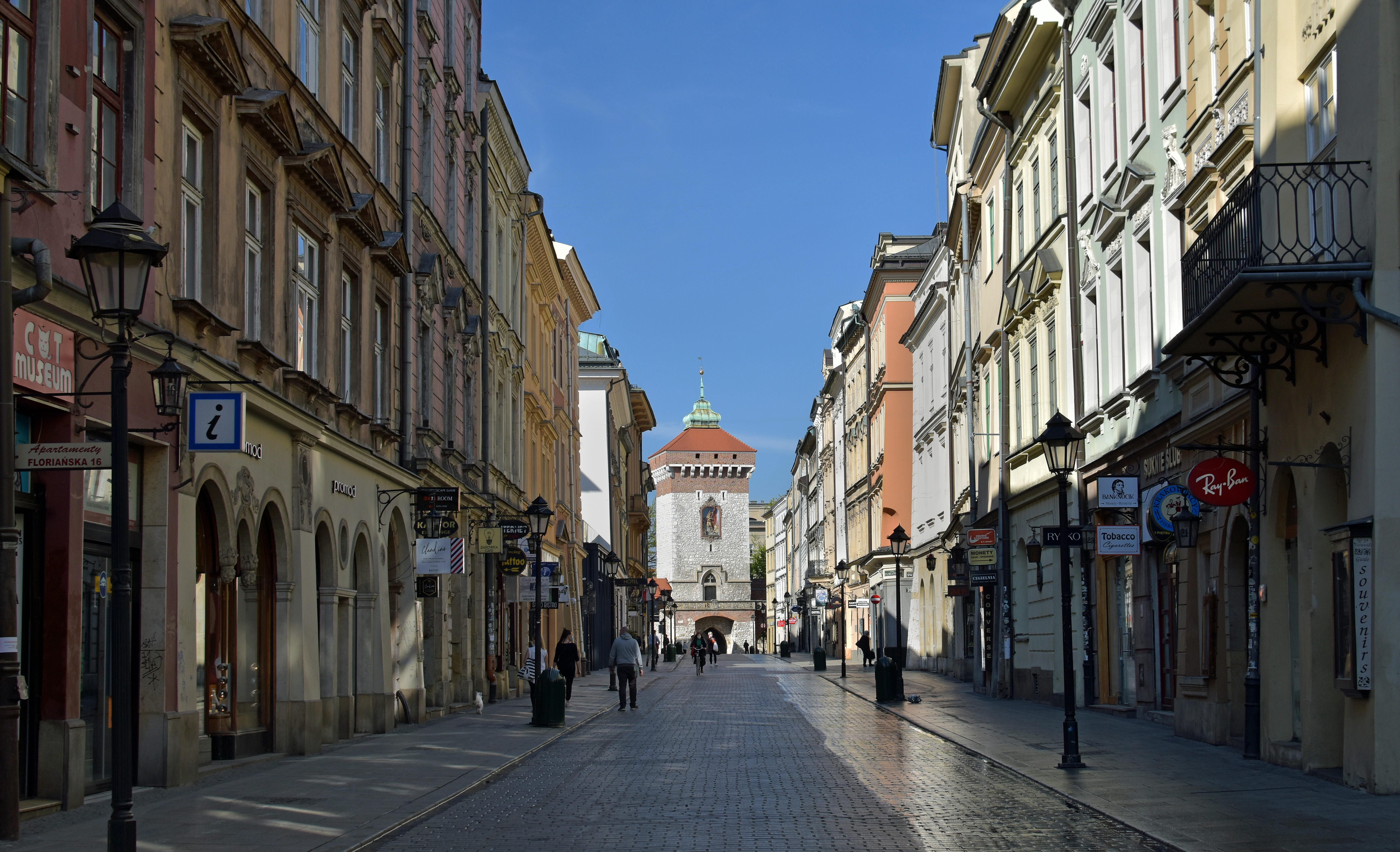
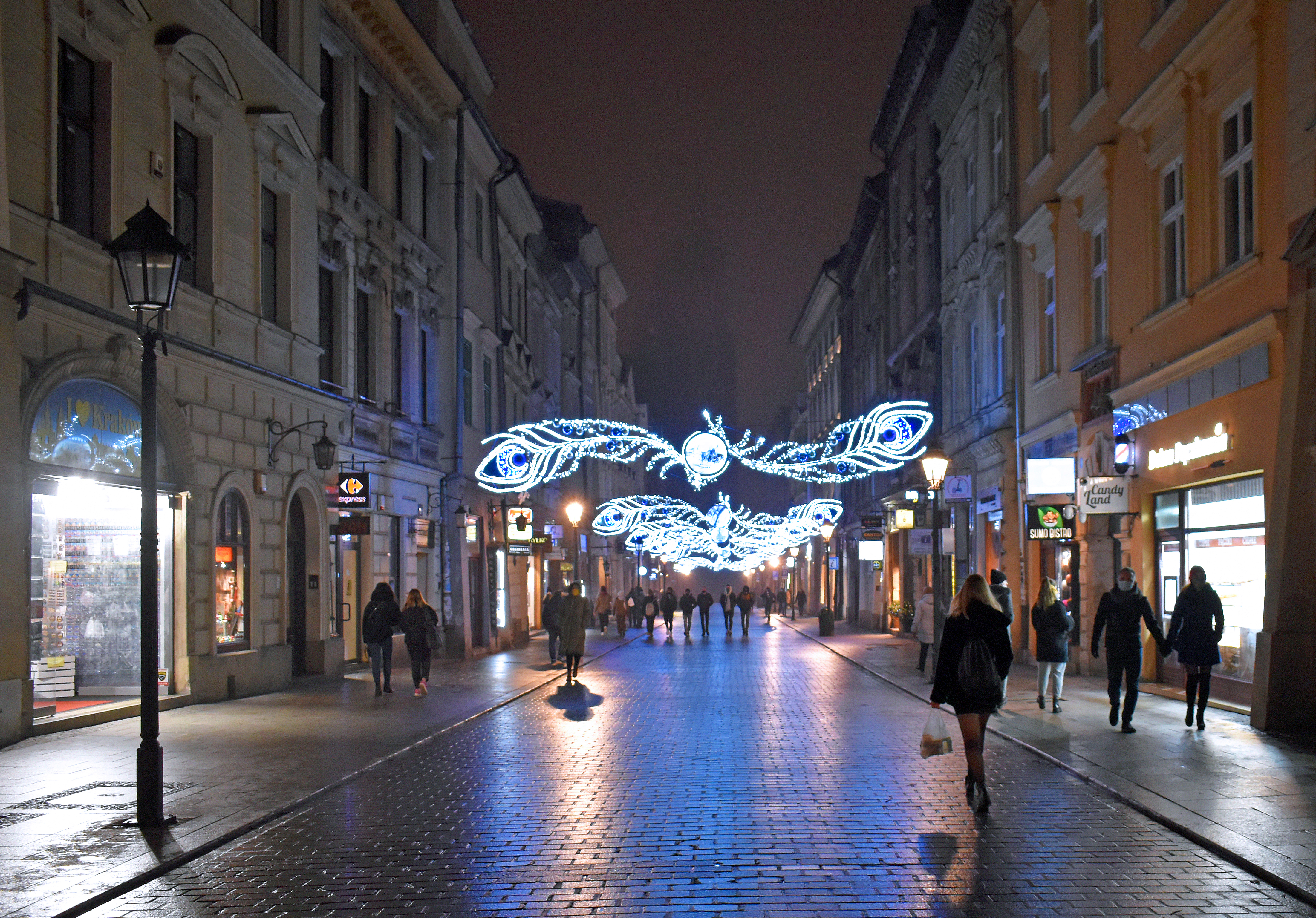
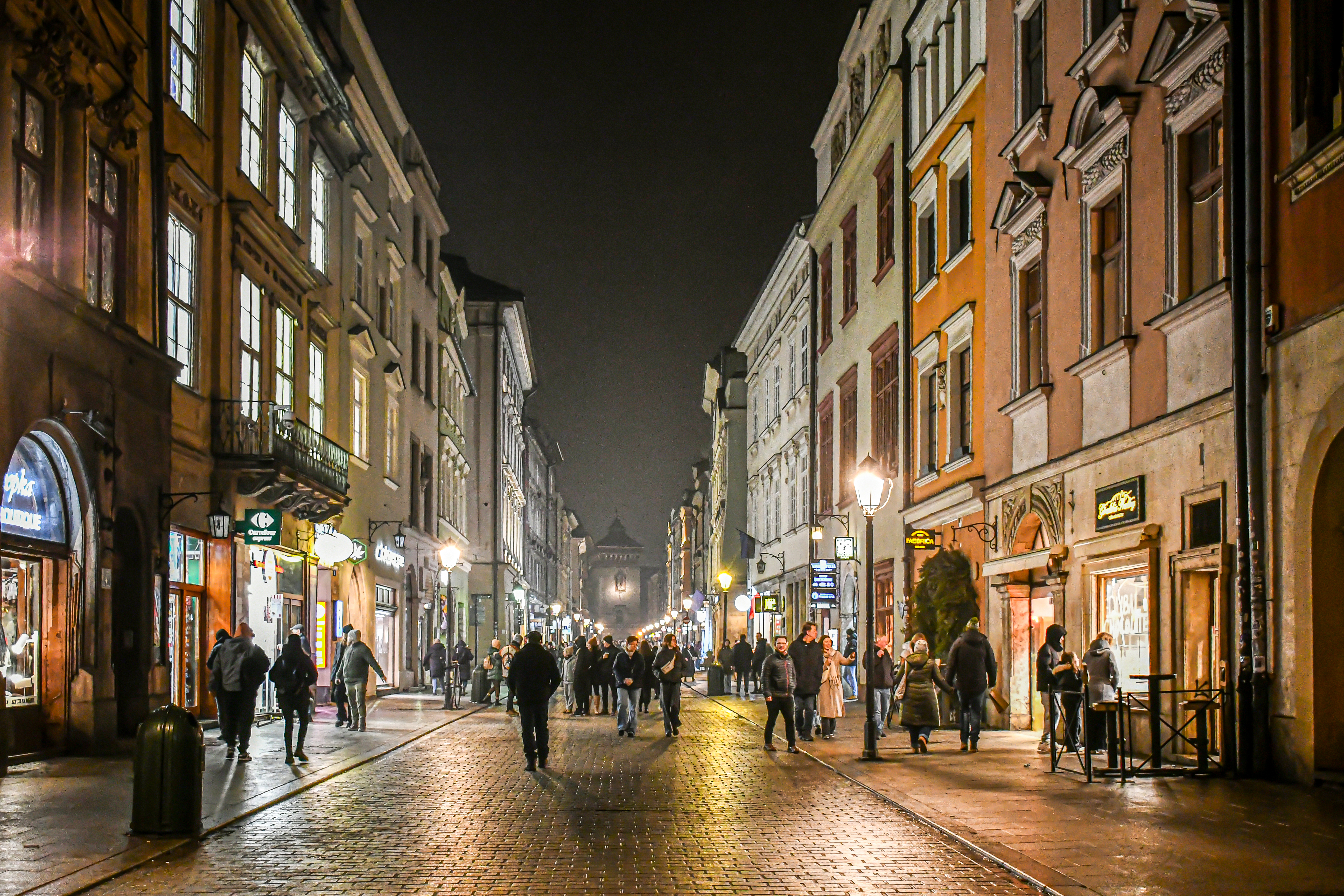
Vue du sud la nuit (2025)

## Immeubles

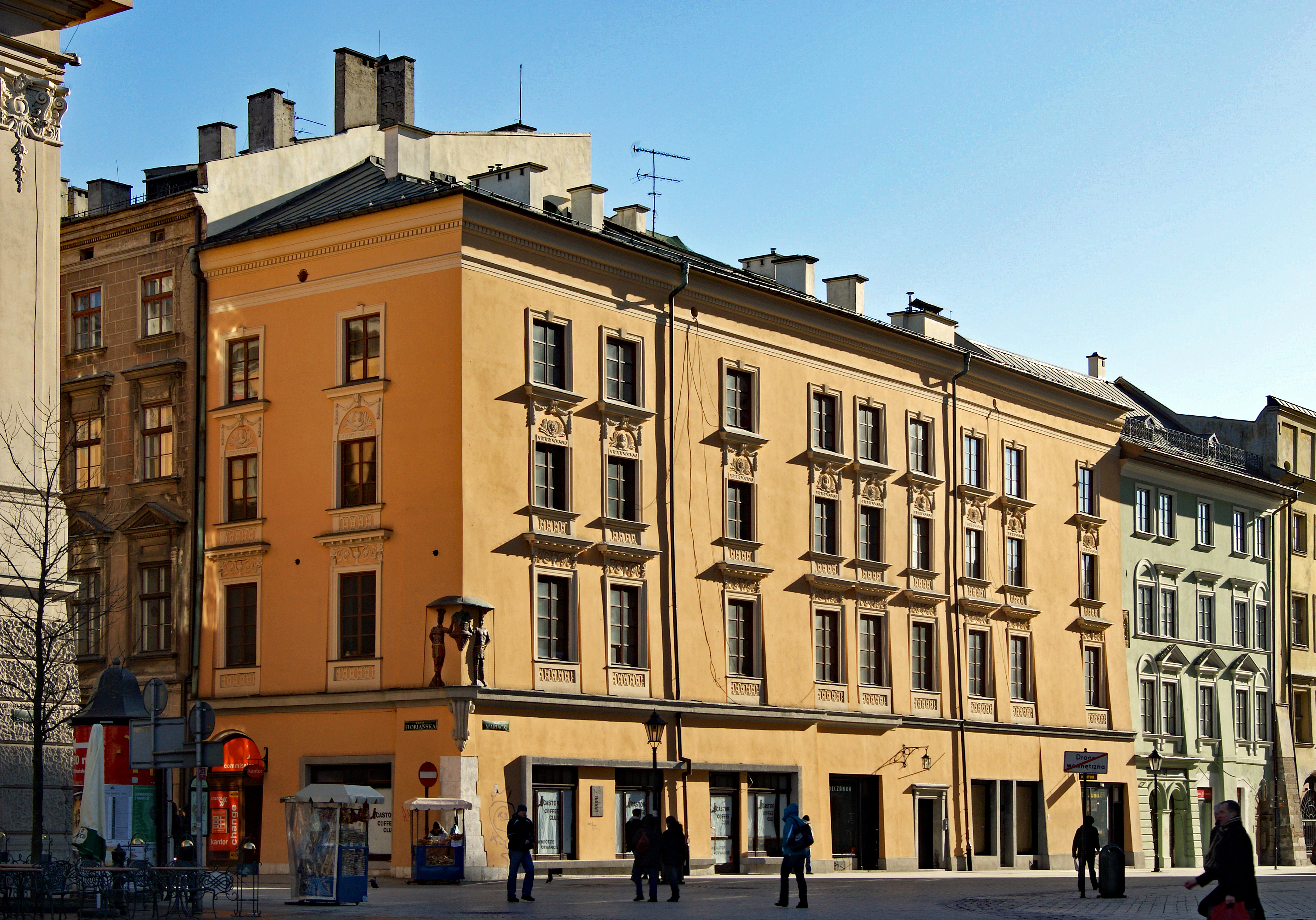
Numéro 1
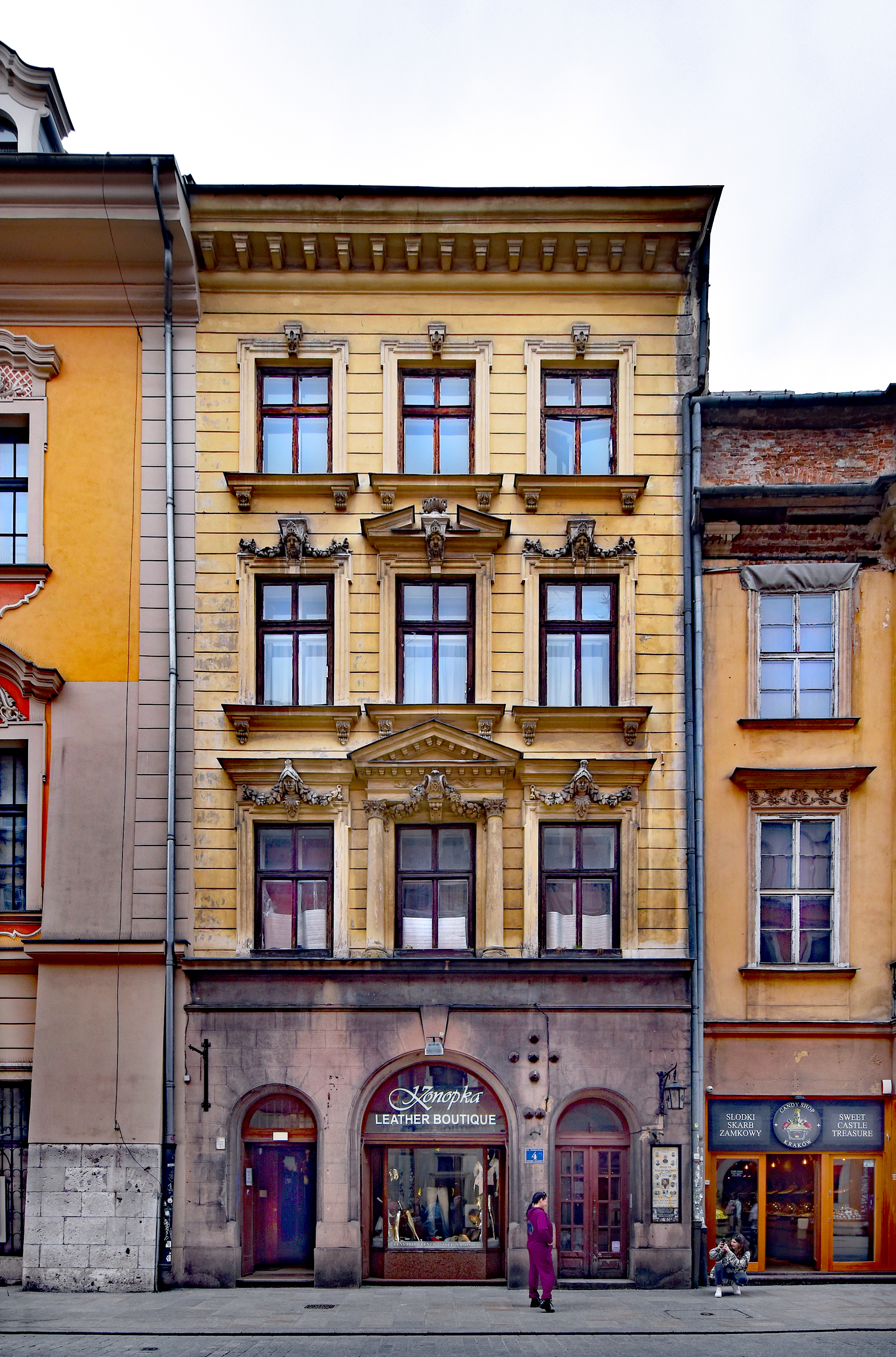
Numéro 4
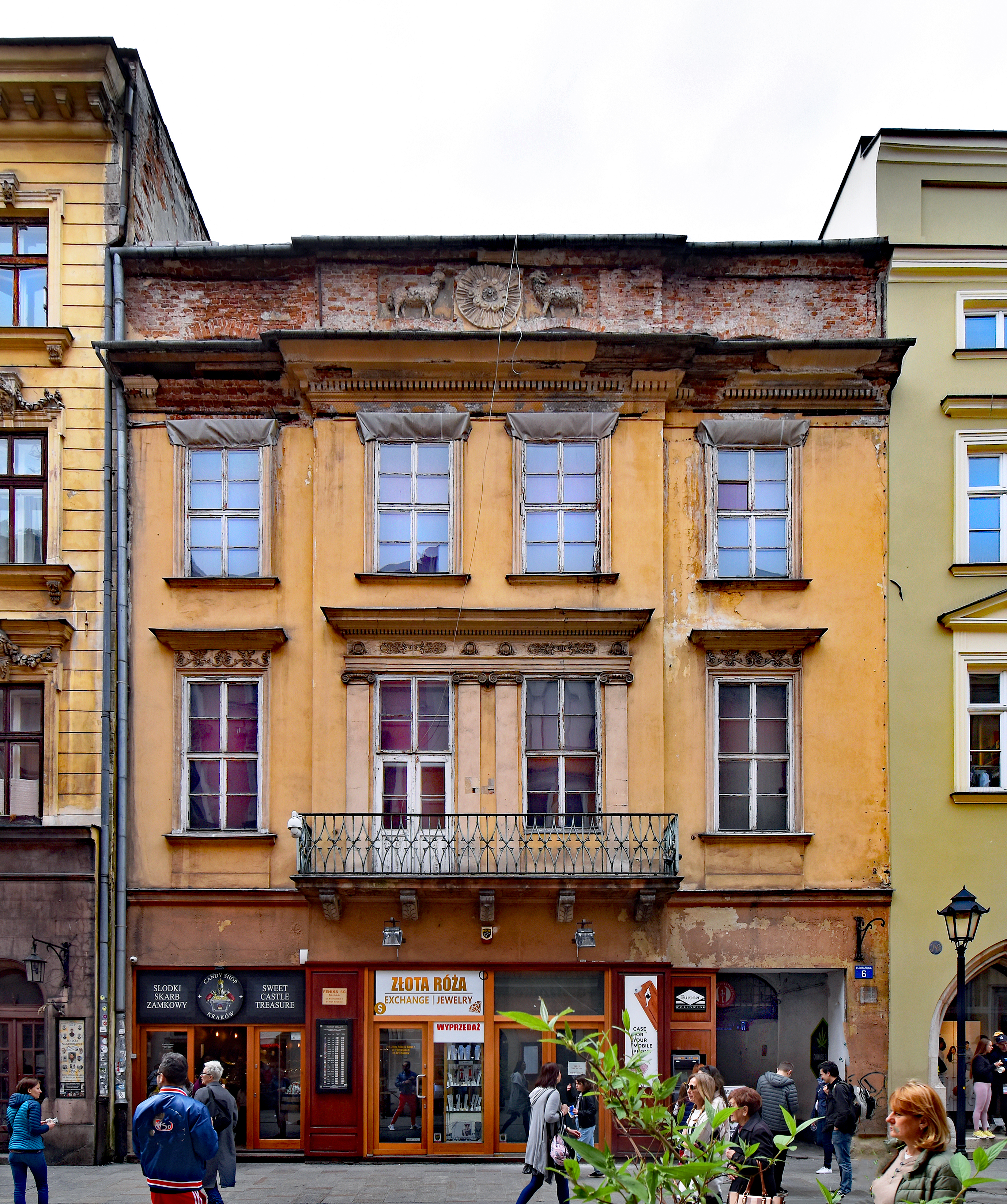
Numéro 6
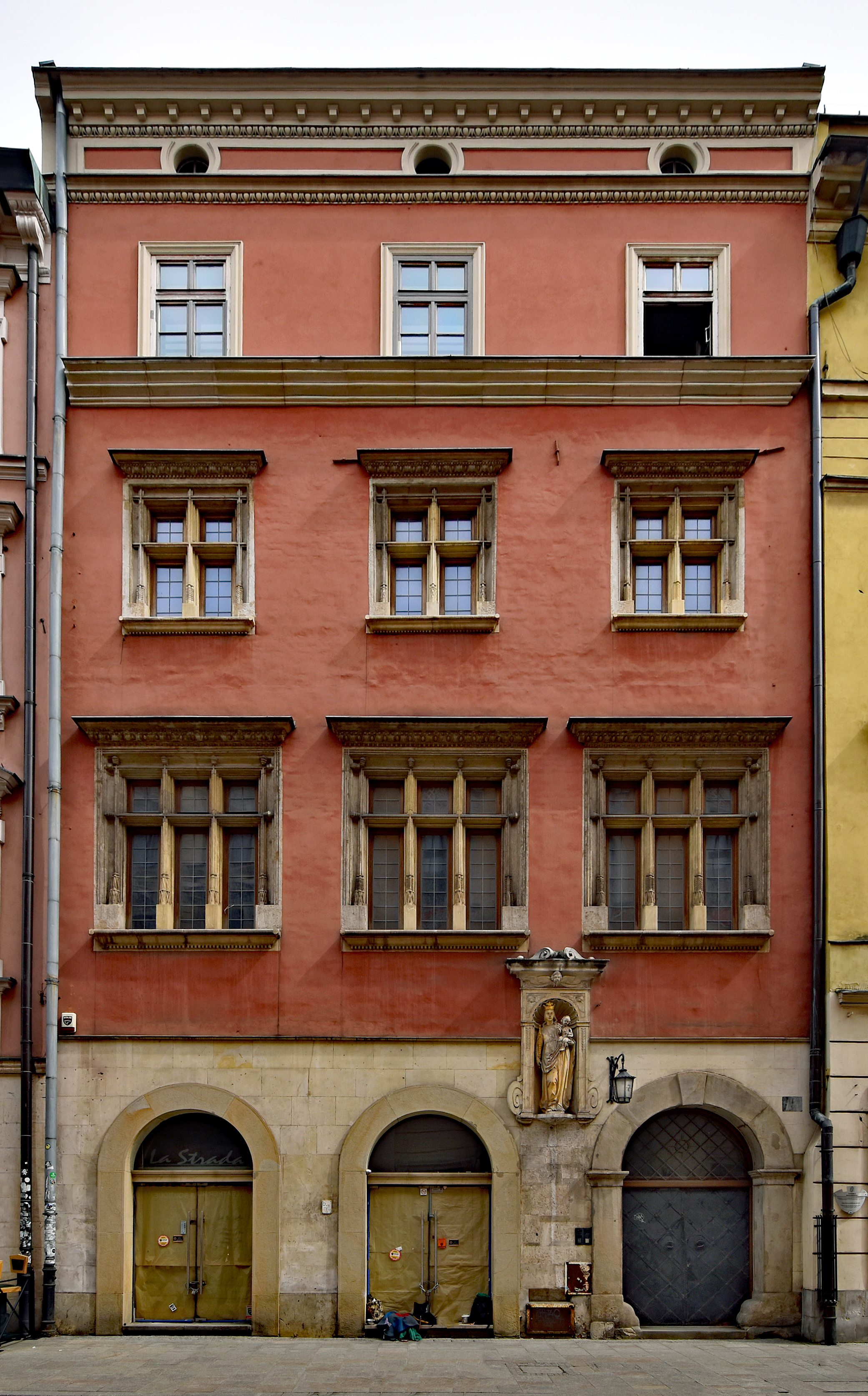
Numéro 7
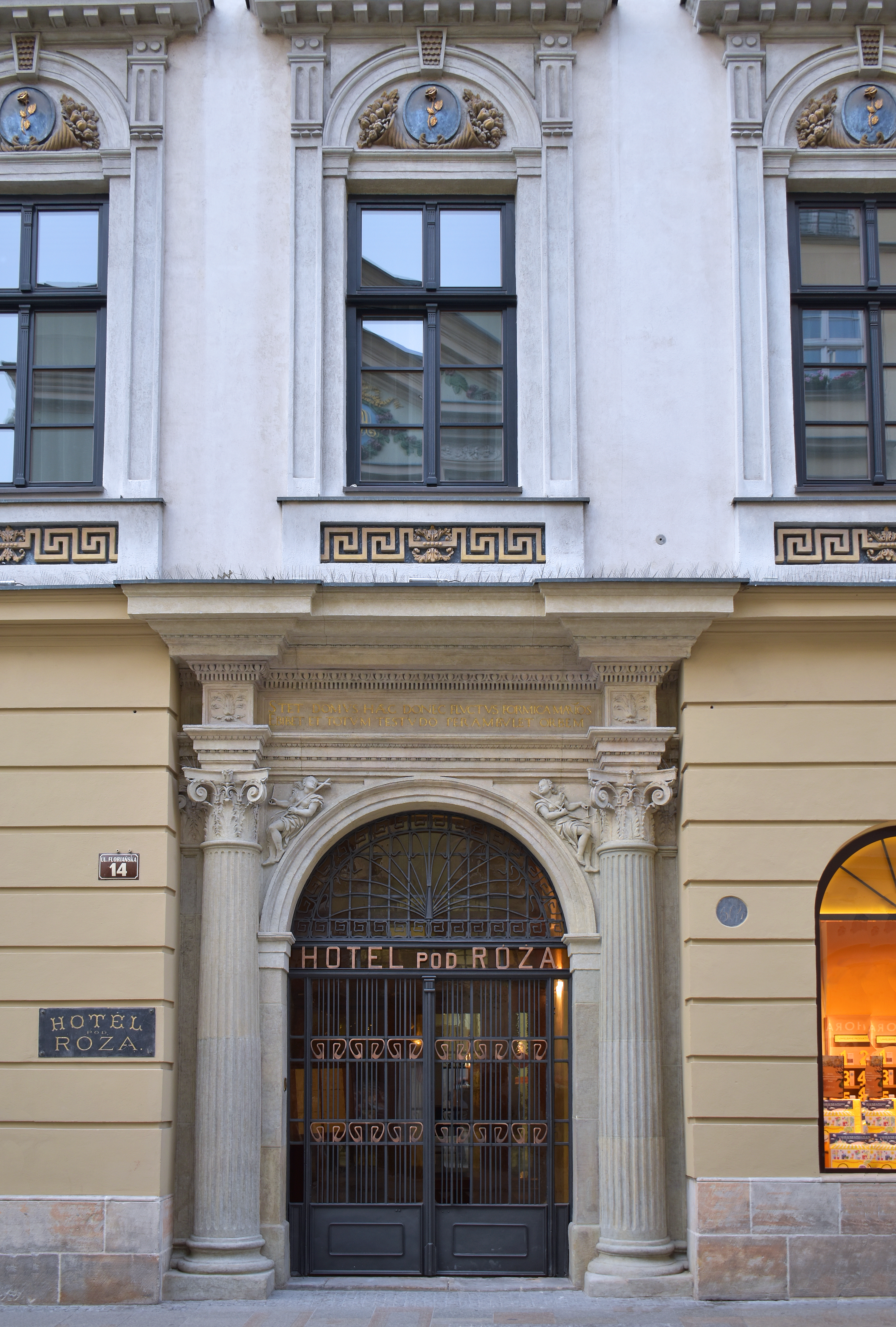
Hôtel au numéro 14
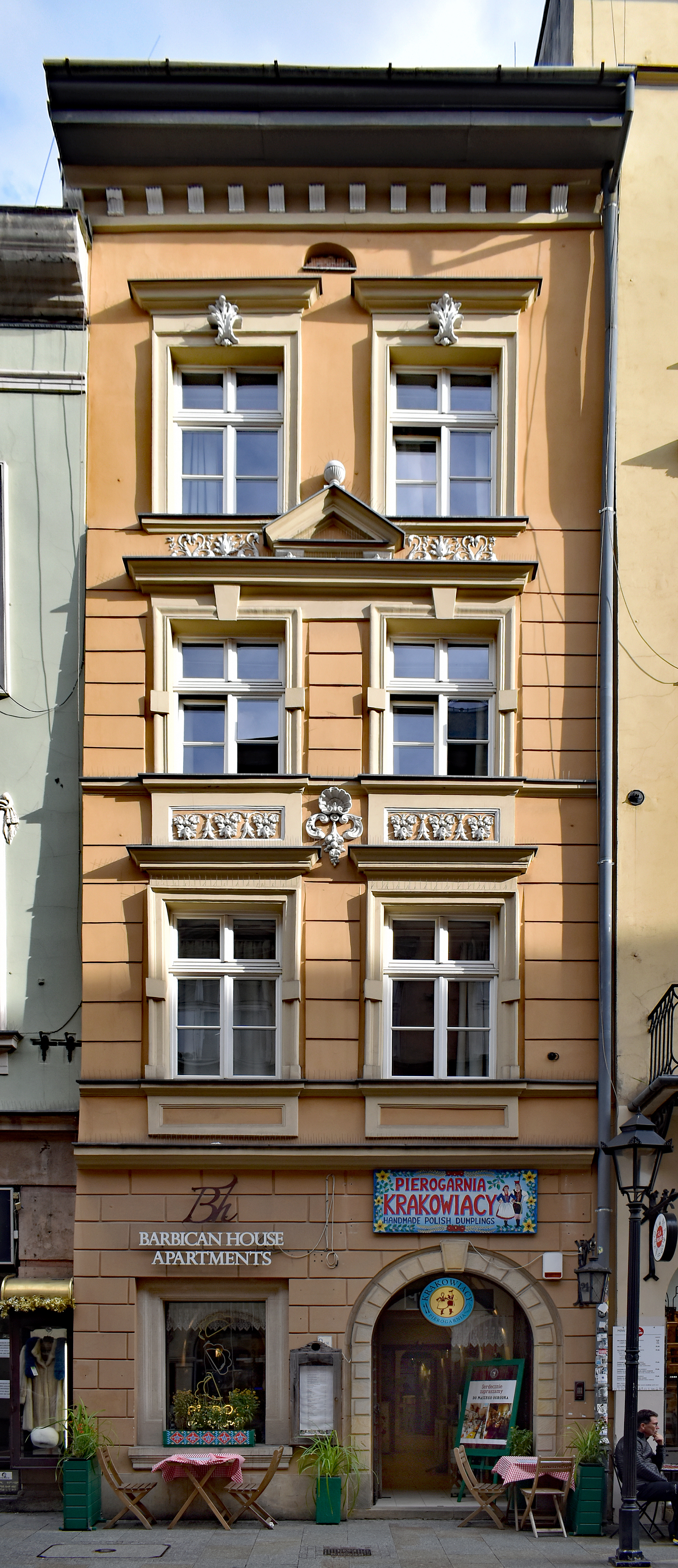
Numéro 21
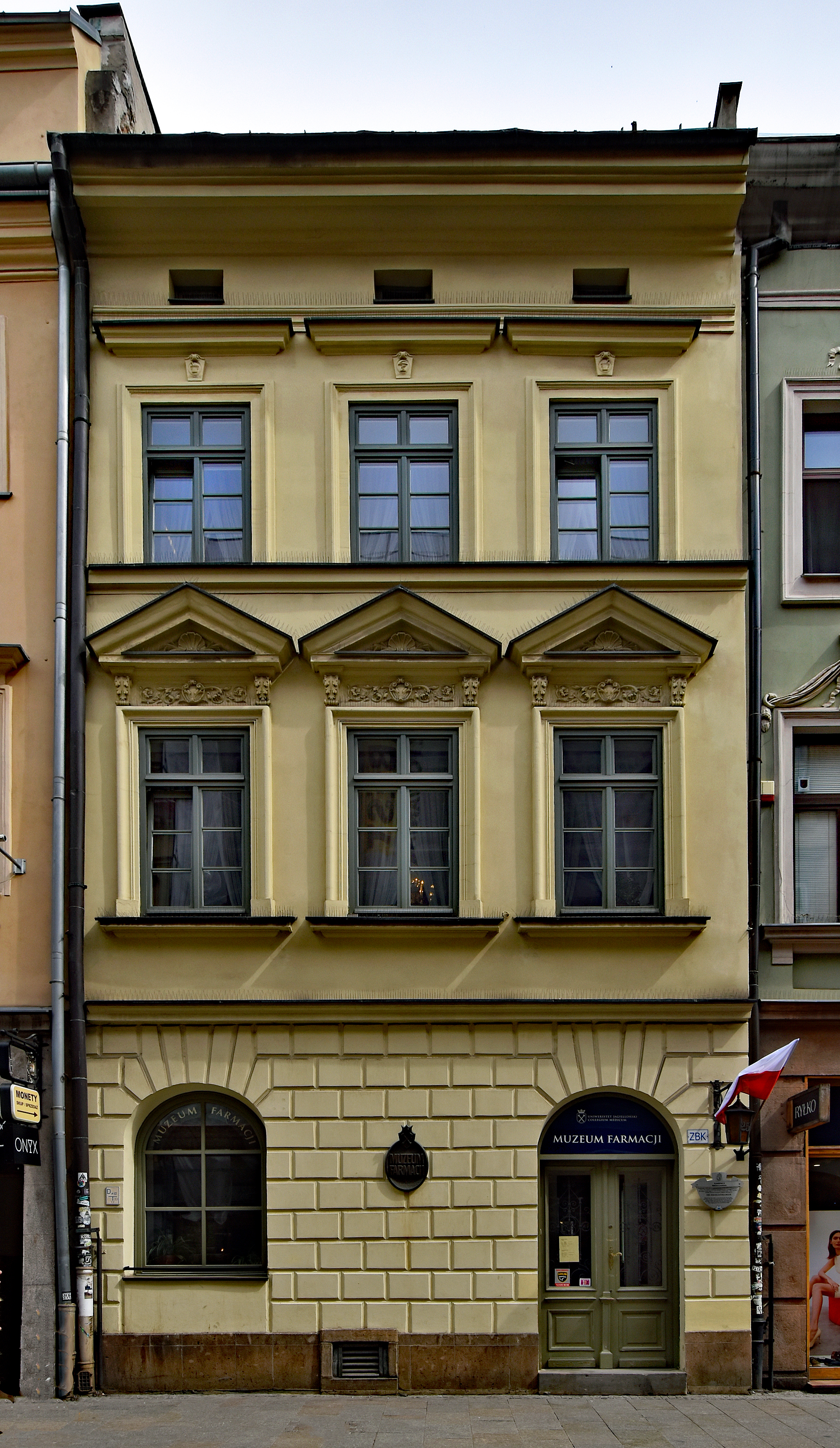
Numéro 25
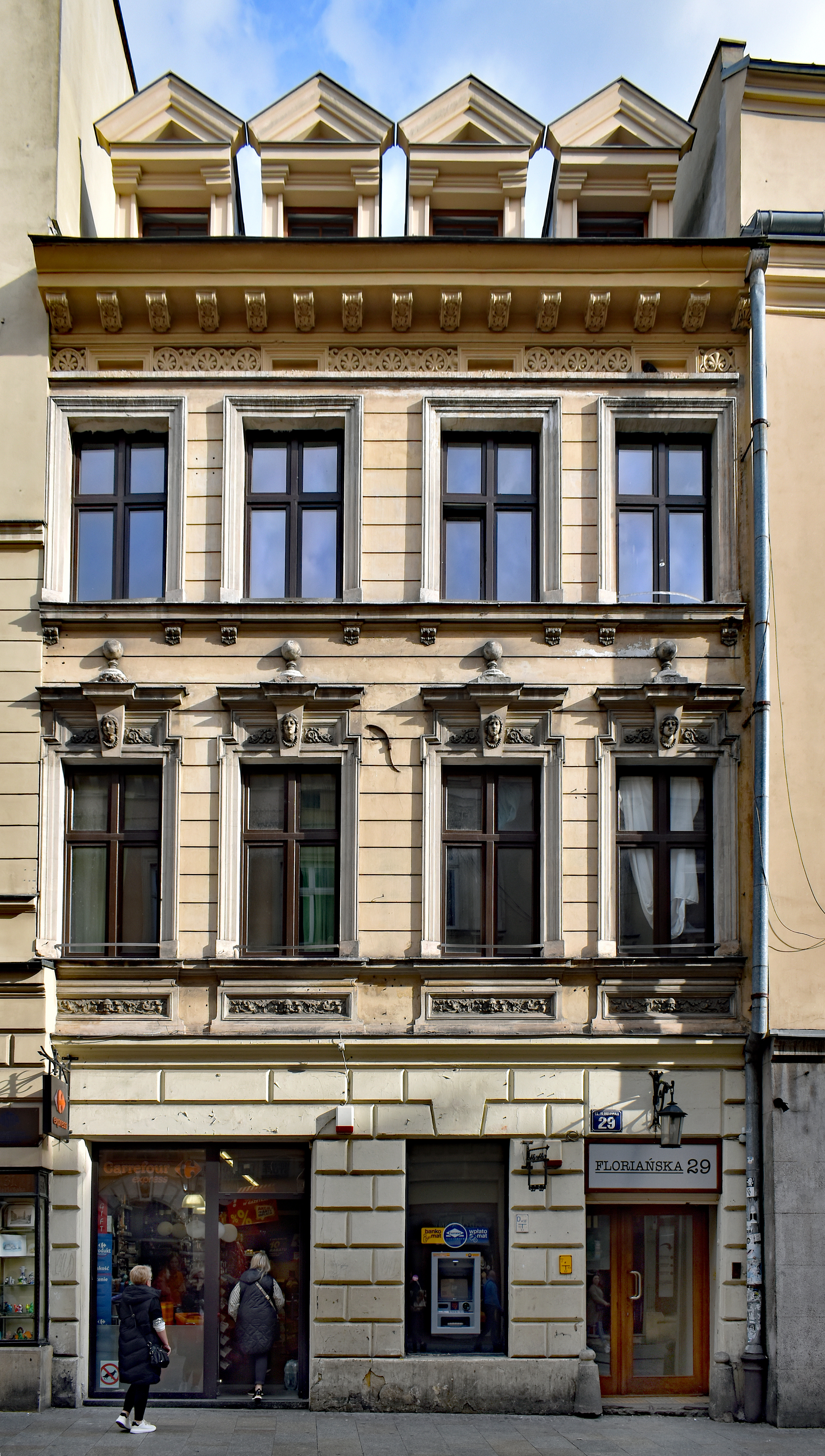
Numéro 29
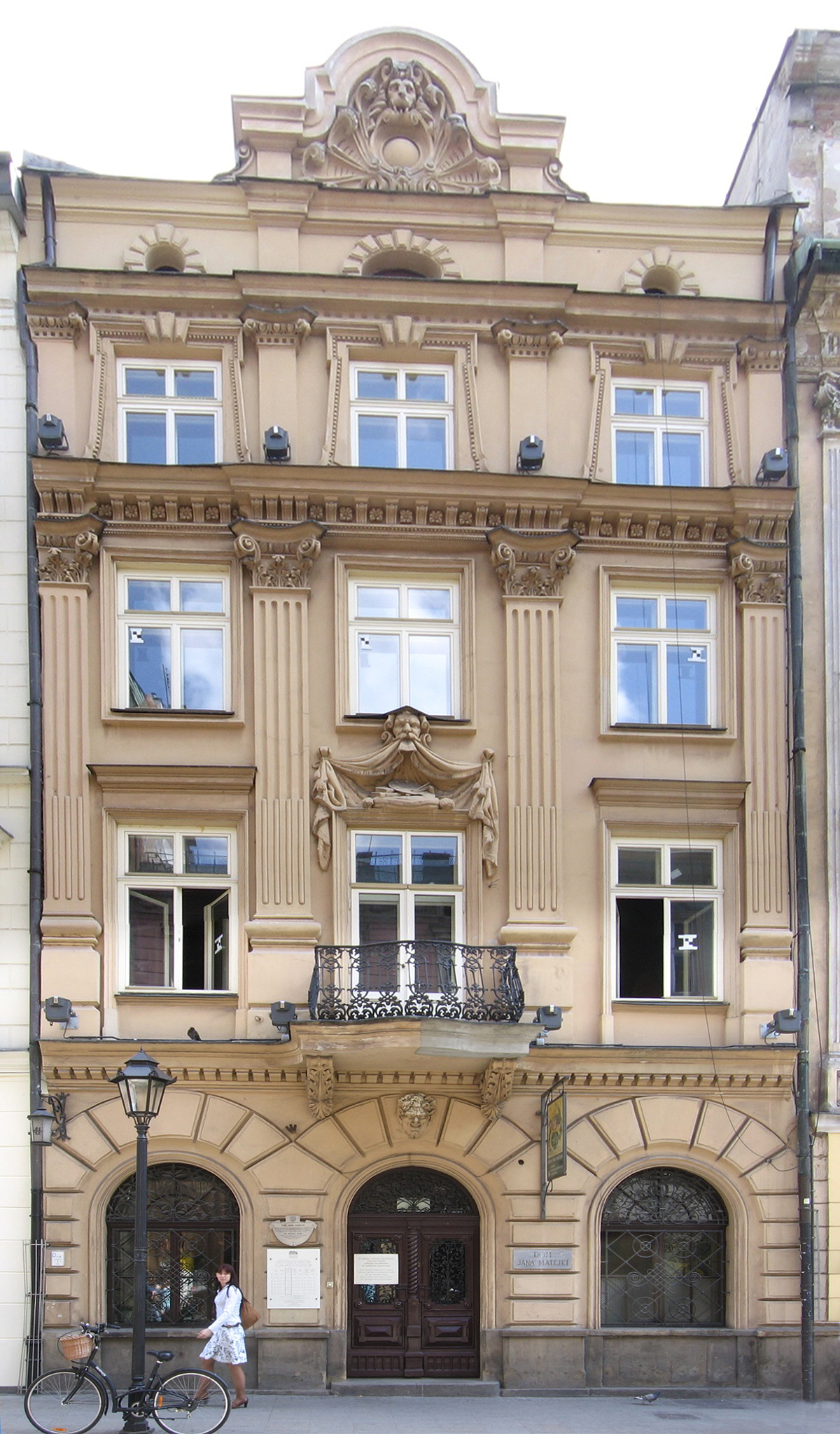
Maison Jan Matejko au 41
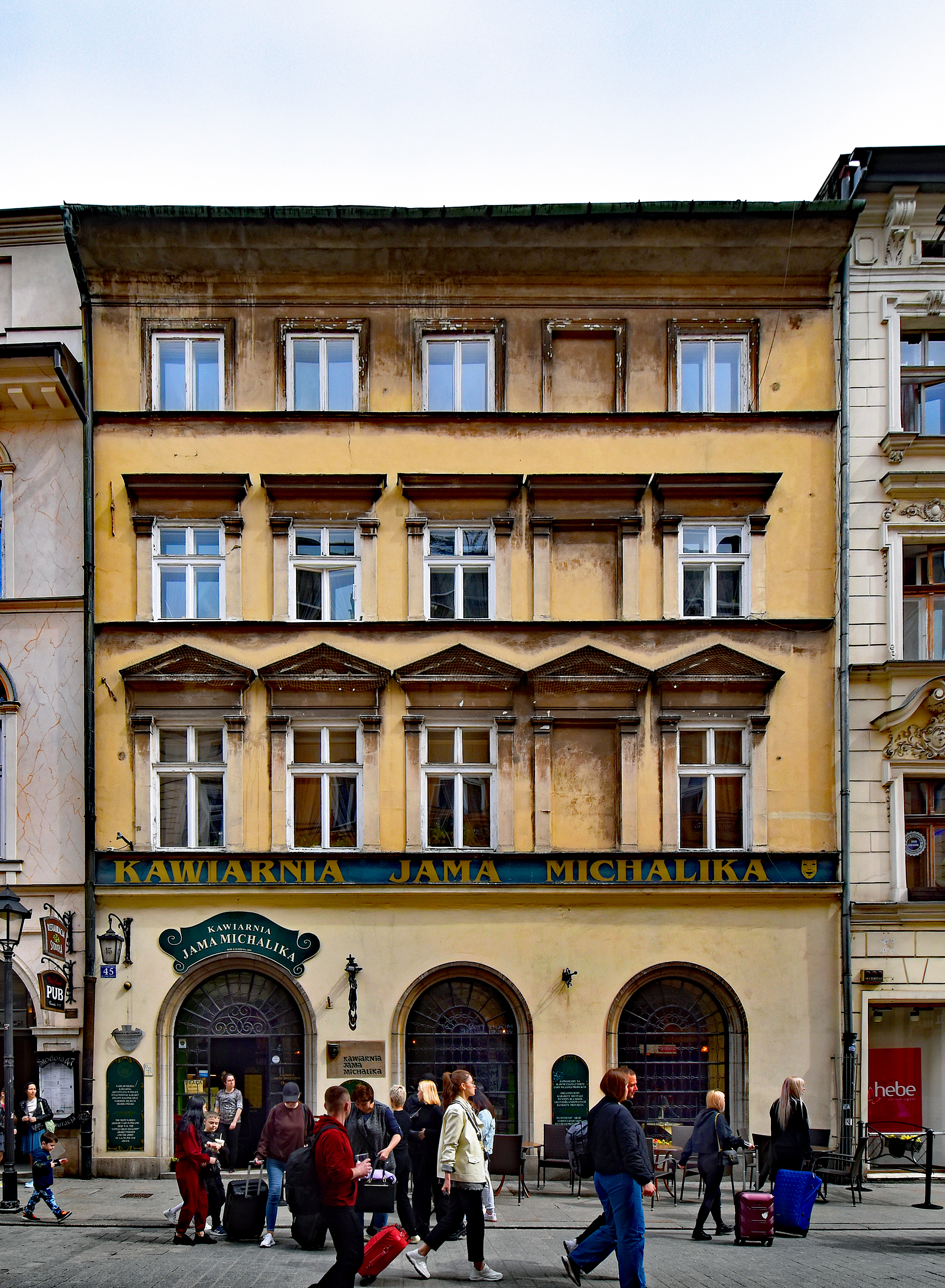
Numéro 45
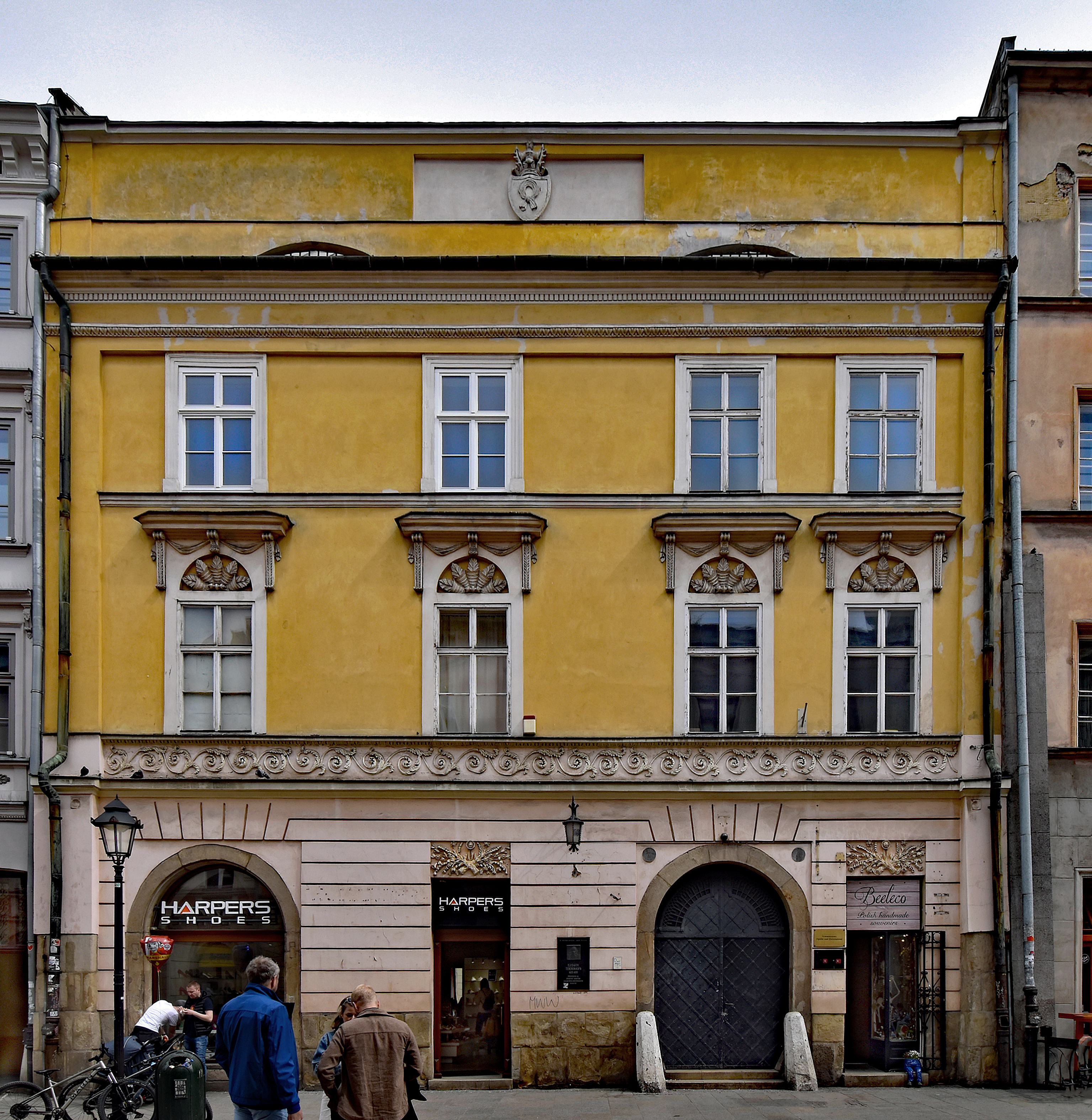
Numéro 53
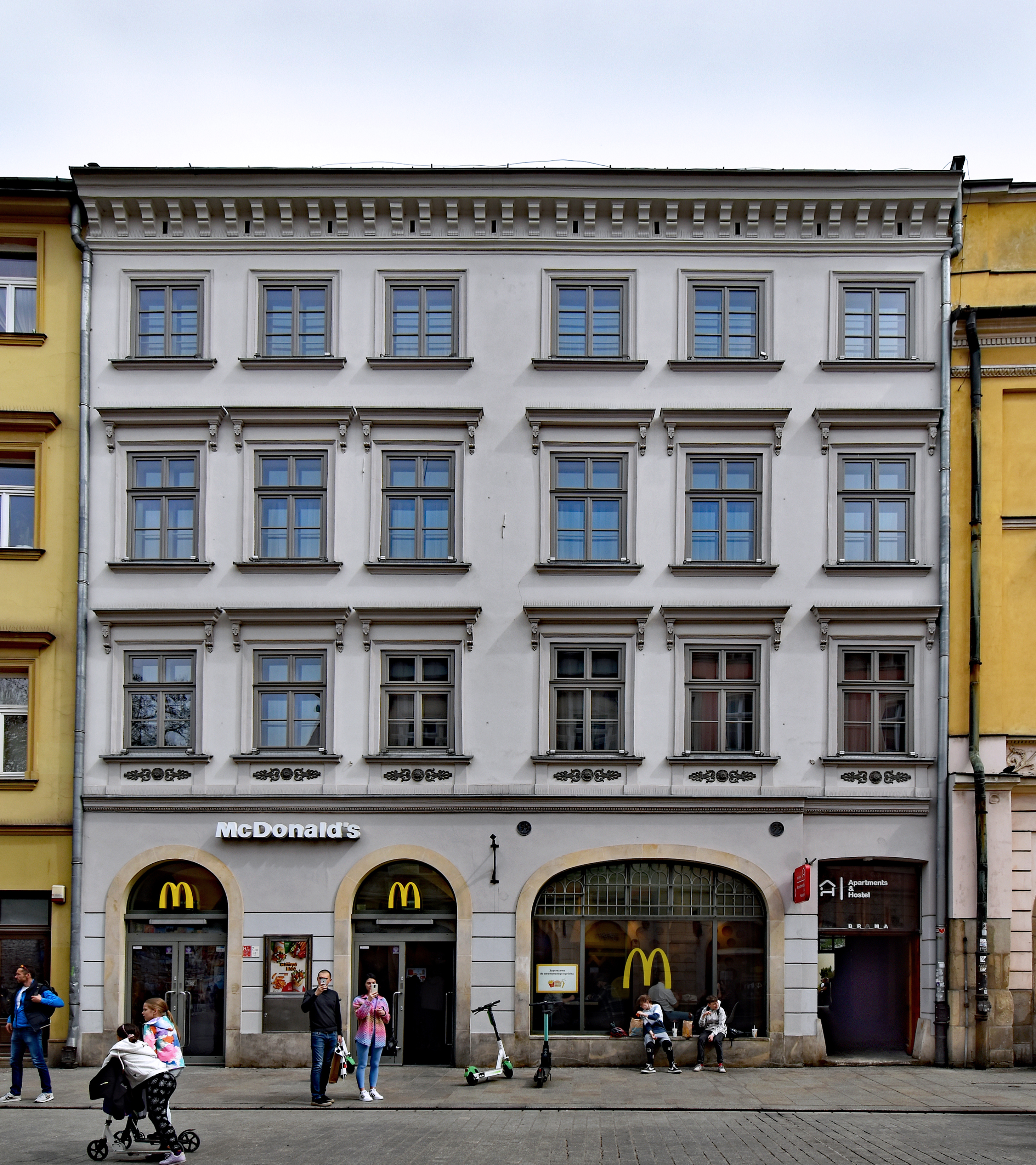
Numéro 55